# Sixten Fark
Ernst Sixten Fark, född 21 september 1909 i Borgsjö församling, död 8 juni 2007 i Enskede församling, var en svensk sångare.

## Filmografi
- 1964 – Svenska bilder
- 1975 – Trollflöjten